# Ben Bathurst
Sir Benjamin John Bathurst , KCVO , CBE (Haslemere, Inglaterra, 15 de abril de 1964) es el Gobernador de Gibraltar desde junio de 2024.

## Biografía
Nació el 15 de abril de 1964 en Haslemere, Surrey, Inglaterra. Es hijo del Almirante de la Flota Sir Benjamin Bathurst. Cursó sus estudios en el Eton College, estudió ciencias en la Universidad de Bristol y maestría de artes en la Universidad de Cranfield.
Bathurst ingresó en la Guardia Galesa en septiembre de 1983. Se convirtió en comandante del 1.er Batallón de la Guardia Galesa en julio de 2004. En 2005, fue nombrado Oficial de la Orden del Imperio Británico. Posteriormente, fue Director de Relaciones Públicas (Ejército) en septiembre de 2006, Subdirector de Estrategia, Planes y Evaluación en octubre de 2008 y Comandante del Grupo de Entrenamiento Inicial en enero de 2010.
Se convirtió en Director de Entrenamiento en febrero de 2011, Representando Militar Británico Superior en Afganistán en mayo de 2014, y General de División al mando de la División de la Casa Real en 2016. También fue nombrado Comandante de la Orden del Imperio Británico en 2014, y galardonado con la Legión al Mérito de los Estados Unidos en 2018. Nombrado Caballero Comandante de la Real Orden Victoriana en 2019, en 2020, al finalizar su período en el Distrito de Londres, asumió el nombramiento de Representante Militar del Reino Unido ante la OTAN y la Unión Europea con el rango de teniente general, siendo ascendido formalmente a teniente general el 13 de marzo de 2020 y se desempeña como Representante Militar Nacional ante la Unión Europea. 
Bathurst fue coronel comandante adjunto del Cuerpo del Ayudante General hasta agosto de 2023,  y se retiró del ejército el 20 de abril de 2024.